# Traité du Verger
Le traité de Sablé dit « traité du Verger » est signé par Charles VIII, roi de France, et François II, duc de Bretagne le 19 août 1488. Il dispose que l’héritière du duché ne peut se marier sans l’accord du roi de France.

## Contexte historique
À la mort de Louis XI, c'est Anne de Beaujeu qui tient la régence en France. Les grands féodaux du royaume de France tentent de profiter de cette période de supposée faiblesse de la royauté pour récupérer leurs prérogatives. Ils s'allient à François II de Bretagne, qui craint pour l'indépendance de son duché, ainsi qu'à Louis II d'Orléans (futur Louis XII) et déclenchent la Guerre folle en 1485. En 1487 et 1488, deux campagnes aboutissent à la bataille de Saint-Aubin-du-Cormier. près de Rennes, le 28 juillet, où 6 000 soldats du parti breton trouvent la mort, contre 1 500 morts pour leurs ennemis français conduits par La Trémoille. Louis d'Orléans, qui avait pris parti pour la Bretagne, est également fait prisonnier.
Le 19 août 1488, c’est la signature du « traité du Verger », à Sablé-sur-Sarthe, non loin d'Angers. Le nom provient du lieu où ce traité fut préparé, au château du Verger, propriété de la famille de Rohan, à Seiches-sur-le-Loir (département de Maine-et-Loire). Le duc de Bretagne, François doit l'hommage lige au roi de France et autorise à nouveau l'appel des cours de justice au Parlement de Paris (suspendu depuis le début de la guerre en 1485). En outre, il ne peut marier sa fille sans l’accord du roi Charles VIII et promet de ne plus employer de troupes étrangères.
Quatre places fortes sont laissées au roi en garantie : Saint-Malo, Dinan et les stratégiques Fougères et Saint-Aubin-du-Cormier. Le traité stipule également que ces quatre places seraient réunies définitivement au domaine royal si « le duc mariait les dites dames sans son consentement », ce qui  les libérait normalement dès la mort du duc.
Le 9 septembre, François meurt des suites d’une chute de cheval. Sa fille, Anne de Bretagne, lui succède et est promise en mariage à Maximilien Ier du Saint-Empire ; la cérémonie a lieu par procuration en décembre 1490. Face à cette violation du traité, l'armée royale intervient, et une demande en annulation du mariage est envoyée au pape, qui acceptera. Anne refuse tout mariage avec un prince français et impose son union au roi de France.